# Robert Fortune
Robert Fortune (ur. 16 września 1812 w Kelloe, Berwickshire, zm. 13 kwietnia 1880 w Londynie) – szkocki botanik, znany ze sprowadzenia nasion i sadzonek chińskiej herbaty do Indii.

## Życiorys
Urodzony w ubogiej rodzinie, praktykował w ogrodzie botanicznym w Edynburgu, a następnie w ogrodach w Chiswick, należących do Royal Horticultural Society. Po I wojnie opiumowej Towarzystwo wysłało go do Chin z misją zbierania roślin. Misja ta zakończyła się tak dużym sukcesem, że Fortune został mianowany dyrektorem ogrodów w Chiswick.
W 1848 Brytyjska Kompania Wschodnioindyjska zwróciła się do Fortune'a z propozycją zorganizowania kolejnej wyprawy do Chin; tym razem jego zadaniem miało być wywiezienie z Chin nasion i sadzonek herbaty, w celu rozwinięcia upraw tej używki w posiadłościach kompanii w północnych Indiach, na stokach Himalajów. W tym okresie zarówno uprawa jak i proces przetwórstwa herbaty był ściśle strzeżonym chińskim sekretem: cesarstwo chińskie posiadało światowy monopol na tę używkę, ogromnie już wówczas popularną w Anglii, i czerpało wielkie zyski z eksportu, oraz z podatków pobieranych wewnątrz kraju. Co prawda w Indiach występowały rodzime gatunki herbat (w Asamie), ale były one podrzędnej jakości i nie liczyły się na rynku.
Fortune w chińskim przebraniu i z pomocą chińskich służących odbył dwie wyprawy, jedną do Anhui, drugą do Fujianu (okolice Wuyi Shan), by zdobyć sadzonki i nasiona odpowiednio herbat zielonych i czarnych (Fortune, jako pierwszy, udowodnił, że oba te typy herbat pochodzą z jednej rośliny, kończąc długotrwałą debatę na ten temat, niemniej do ich produkcji używa się innych odmian krzewu herbacianego). Pierwsza ekspedycja zakończyła się niepowodzeniem: aczkolwiek Fortune wysłał ponad 13 tys. zdrowych sadzonek w szczelnych, szklanych pojemnikach, tzw. skrzynkach Warda, przez opóźnienia w transporcie i błędy ogrodników w Indiach zginęły niemal wszystkie. Sadzonki i nasiona wysłane jako efekt drugiej wyprawy dotarły bezpiecznie i dały początek sławnym plantacjom herbaty w Darjeeling. Fortune najął też w Chinach specjalistów od uprawy i przetwórstwa herbaty.
Fortune przywiózł z Chin bardzo wiele roślin ozdobnych: różaneczników i azalii, chryzantem, krzewów (m.in. berberysów) i drzew. Drugą pod względem znaczenia (po herbacie) rośliną użytkową, jaką wywiózł z Chin, był kumkwat – drobny owoc cytrusowy, jadalny ze skórką. Opisał też szczegóły produkcji papieru ryżowego, uprawy morwy i hodowli jedwabników.
W późniejszych latach Fortune ponownie odwiedził Chiny, podróżował też na Tajwan i do Japonii; swoje podróże opisał w serii bardzo poczytnych książek, które przyniosły mu znaczny rozgłos i dochody. Jest upamiętniony w nazwach kilkudziesięciu roślin, m.in. kumkwatu (łac. Fortunella), trzmieliny Fortune'a, szorstkowca Fortunego, funkii Fortunego i głowocisu chińskiego (Cephalotaxus fortunei). Rośliny oznaczone przez Fortune'a opisywane są skrótem Fortune.